# YTN
YTN (Tiếng Hàn: 와이티엔, KRX: 040300) là kênh truyền thông tin tức được phát sóng trên khắp lãnh thổ Hàn Quốc, được thành lập vào ngày 14 tháng 9 năm 1993 và bắt đầu lên sóng vào ngày 1 tháng 3 năm 1995.
Các câu khẩu hiệu trước đây của kênh là "Yesterday, Today and Now" và "Your True Network", cả hai đều là những chữ cái viết tắt theo tên của kênh. Ba khẩu hiệu hiện tại của kênh là "Always First", "Exclusive Tomorrow" và "Yes! Top News!" và "Whenever and wherever there is news, we are there".

## Lịch sử hình thành
- 1993/09/14 YTN thành lập
- 1995/03/01 Bắt đầu phát sóng

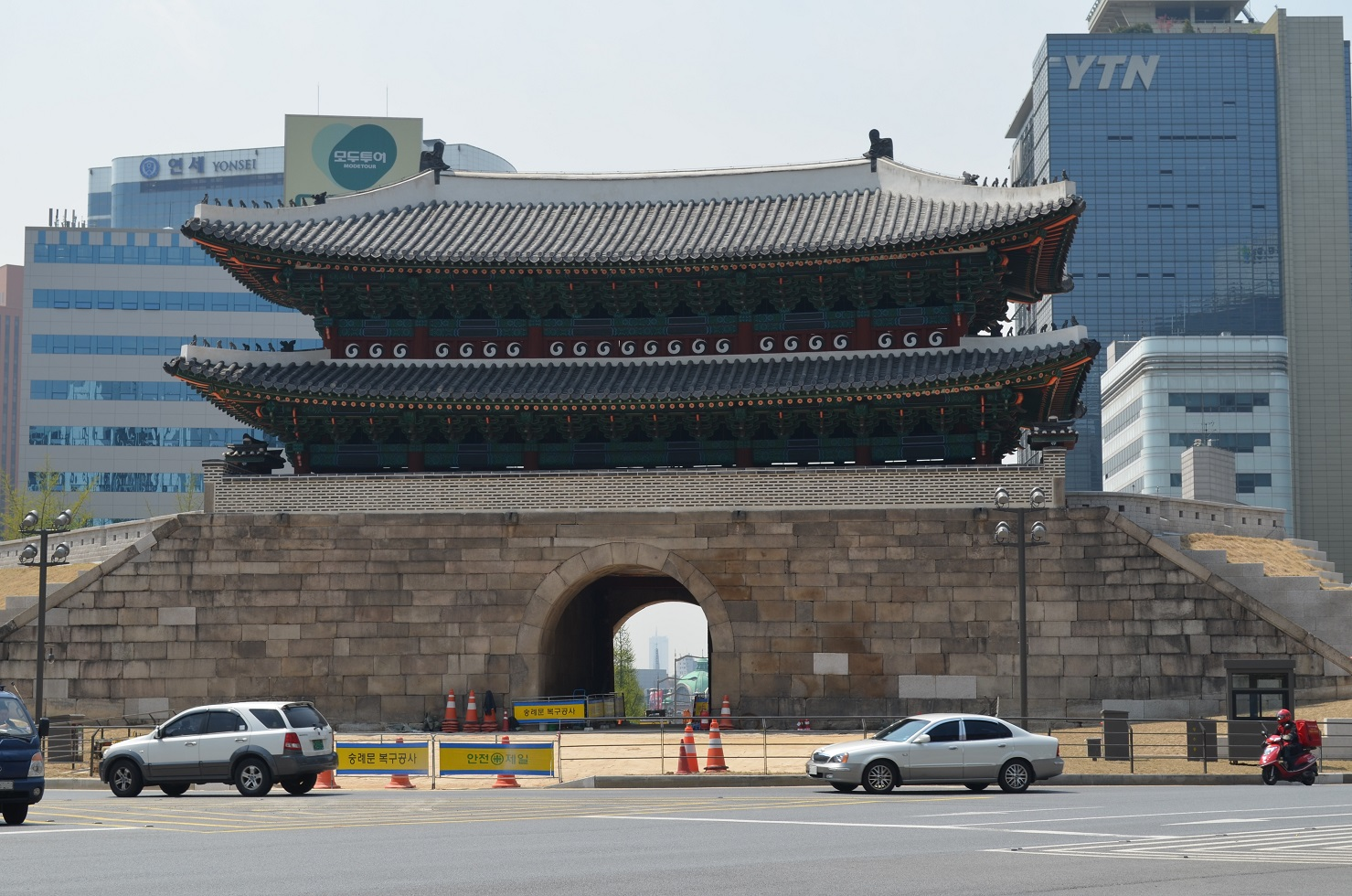
Tháp YTN ban đầu (nền phải) với Namdaemun ở phía trước, nhìn qua các cánh cửa mở ở phía sau cổng

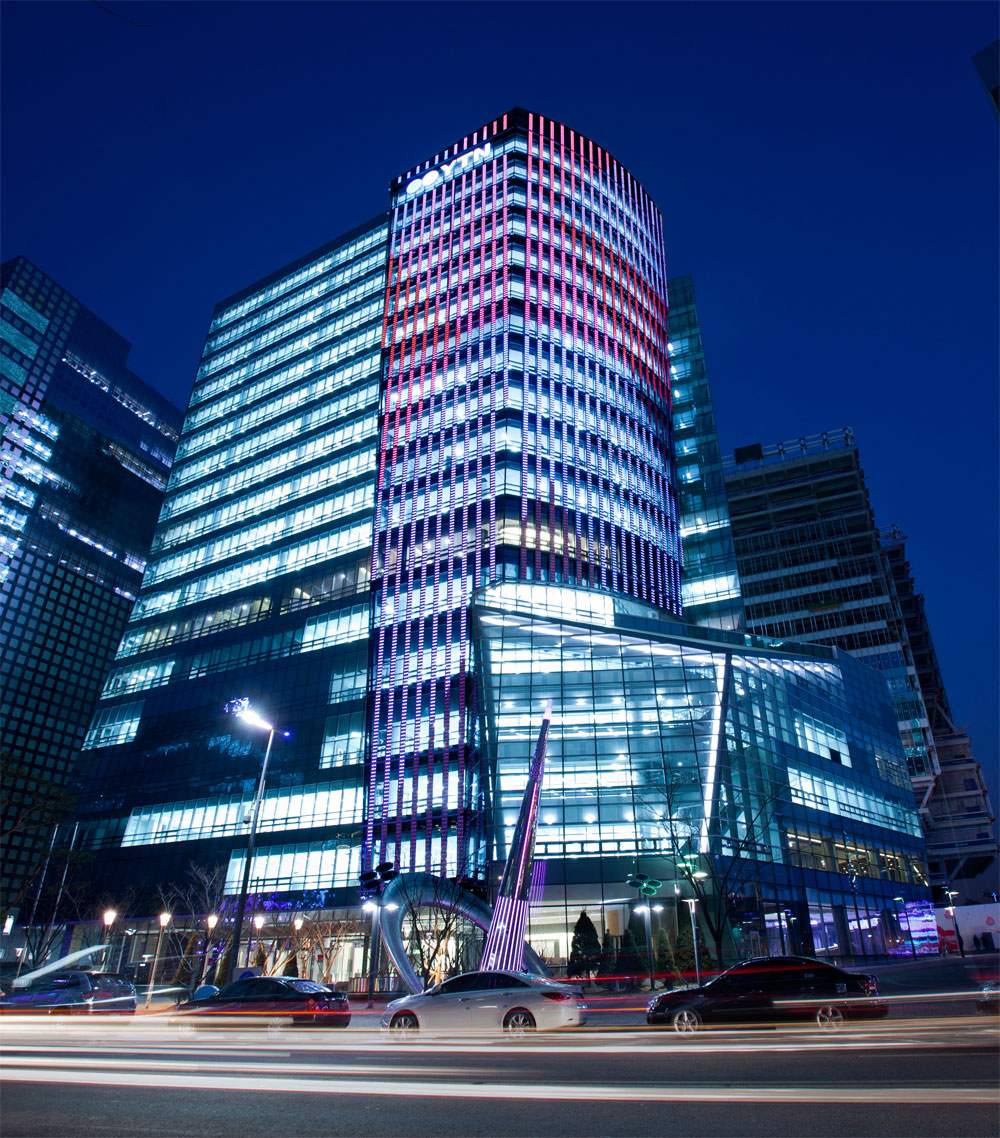
YTN New Square

- 2000/04/08 Sáp nhập với Tháp Seoul, xây dựng thành một tháp truyền phát tích hợp
- 2004/03/01 Chuyển đến tháp YTN, bên cạnh Namdaemun (Cổng phía Nam, thường được gọi là Sungnyemun)
- 2004/03 Ra mắt YTN INTERNATIONAL
- 2008/01/31 KCC đã phê duyệt Đài phát thanh FM YTN.
- 2008/04/01 Đài phát thanh FM YTN bắt đầu phát sóng tại thành phố Seoul
  - (Callsign: Tần số HLQV-FM:FM 94,5 MHz.)
- 2011/04 Đổi tên từ "YTN INTERNATIONAL" thành "YTN WORLD"
- 2014/04 Chuyển đến YTN Newsapes, Khu vực DMC
- 2017/11/16 Đài phát thanh FM YTN đã ngừng phát sóng trên 100.3 FM HD 2 của Los Angeles để ủng hộ nguồn cấp dữ liệu Christian Rock của Tổ chức truyền thông giáo dục (EMF), Air1 sau khi EMF mua lại KSWD.

## Dịch vụ
- YTN: Kênh truyền hình toàn tin tức đầu tiên của Hàn Quốc, mang đến những tin tức mới nhất, thời tiết, thể thao và giao thông, cũng như phân tích chuyên sâu. Bản tin trực tiếp có thể được xem 24 giờ một ngày, nhưng các tạp chí trực tiếp chỉ trong khoảng từ 4:30 đến 1:00.
- YTN SCIENCE: Kênh khoa học đầu tiên của Hàn Quốc, cung cấp nhiều thông tin khoa học.
- YTN LIFE: Kênh này cung cấp dự báo thời tiết cũng như thông tin cập nhật về thảm họa và lời khuyên cho lối sống lành mạnh. Nó phát sóng trực tiếp 24 giờ một ngày.
- YTN News FM 94.5: Đài phát thanh tin tức duy nhất của Hàn Quốc có tin tức mới nhất, thời tiết, giao thông, cộng với một số âm nhạc. Nó phát sóng trực tiếp 24 giờ một ngày.
- YTN WORLD: Đài truyền hình quốc tế để truyền bá nhiều tin tức và nội dung khác nhau của Hàn Quốc về văn hóa, ngành CNTT và kinh doanh trên toàn thế giới.
- YTN KOREAN: Đài phát thanh truyền hình Hàn Quốc chuyên nghiệp và tiên tiến của Hàn Quốc, chuyên về trao đổi đa quốc gia qua Internet.

## Chương trình
Chương trình của YTN bao gồm một loạt các bản tin trực tiếp, chương trình phát sóng trực tiếp từ các tin tức mới nhất, các chương trình bảng bình luận và phát lại qua đêm.
YTN đã tăng tất cả các chương trình tin tức trong năm 2017, với 3 chương trình trong tuần mới: "Midnight News" (nửa đêm - 1h sáng), "Morning News" (6h sáng – 8h sáng) và "News Talk" (11h sáng – 11:40 sáng).
Trong hầu hết các ngày, tin tức được làm bởi một trong hai studio của YTN. Từ 7:30 tối đến 8:15 tối (các ngày trong tuần) và từ 9:15 tối đến 10h tối (cuối tuần), chương trình bình luận được phát sóng. Hầu hết các chương trình này được trình bày bởi các nhà bình luận và thảo luận về các vấn đề chung mà Hàn Quốc và thế giới đang xảy ra. Về phần buổi tối, cùng với các bản tin, YTN cũng có các tin tức chính trong ngày và các bản tin tóm tắt của ngày mai. Qua đêm, kênh thực hiện chương trình tin tức dài 20 phút được trình bày trực tiếp từ phòng tin tức vào các khung giờ (3h sáng và 4h sáng: chỉ dài 10 phút), cùng với phát lại các tạp chí ban ngày.

## Sự cố và chỉ trích

### YTN News cho hay "Việt Nam đối xử tệ bạc với công dân của họ khi những người này đến từ vùng dịch Covid-19"
Được biết, bản tin đang làm “dậy sóng” mạng xã hội Việt Nam phát trên kênh YTN News hôm 25.2, với nhan đề: 20 công dân bị cách ly ở Đà Nẵng… Bị nhốt và giam cầm trong khu bệnh. Video này ghi lại cảnh 20 người Hàn Quốc kể trên thực hiện cách ly tại Đà Nẵng sau khi đến Việt Nam qua chuyến bay xuất phát từ Daegu vào ngày 24.2. Được biết, những người này nhanh chóng được Sở Y tế Đà Nẵng đưa đến bệnh viện cách ly sau khi được xác định bay đến từ vùng tâm dịch. Hiện nhóm người này đã được chính quyền Đà Nẵng đưa về lại Hàn Quốc.
Cụ thể, bản tin này cho rằng các công dân Hàn Quốc đang bị "giam giữ" trong điều kiện cơ sở vật chất nghèo nàn. Theo đó, những người xuất hiện trong video cho biết dù không có bất kỳ triệu chứng nhiễm bệnh nào nhưng họ vẫn bị giam giữ tại khu vực cách ly có ổ khóa cửa, thậm chí, không được cung cấp bữa ăn đầy đủ. Đáng chú ý, phía kênh này còn thẳng thắn phê phán phòng cách ly chật hẹp, chứa từ 2-3 người.
Chia sẻ trên video, một công dân Hàn Quốc cho biết: “Chúng tôi cảm thấy bị đối xử bất công. Một người đã ốm. Nhưng còn chả phải sốt. Ở đây không được trang bị bất cứ điều gì”. Ngoài ra, bản tin còn ghi lại một ý kiến phàn nàn: “Chúng tôi thậm chí không được tắm rửa. Nếu cứ tiếp tục ở yên như thế này, có lẽ chúng tôi sẽ bị nhiễm bệnh mất”. Đặc biệt, khi được hỏi: “Mọi người có được ăn uống tử tế không?” thì người này còn tiết lộ rằng anh chỉ nhận được “vài mẩu bánh mì” buổi sáng. Đáng quan tâm, phía YTN News còn đặt nghi vấn rằng liệu số bệnh nhân nhiễm Corona ở Hàn Quốc đang tăng vọt dẫn đến trường hợp công dân nước họ bị đối xử bất công ở nước ngoài.
Bản tin dài hơn 2 phút của YTN News nhanh chóng thu hút sự chú ý từ công chúng Hàn Quốc lẫn Việt Nam. Sau khi được đăng tải lại trên kênh YouTube chính thức của YTN News, video này tiếp tục thu hút gần 100.000 lượt xem chỉ trong ít giờ. Thông tin được đơn vị truyền thông xứ kim chi đưa ra nhận được gần 300 lượt “like” còn lượt “dislike” lại chiếm số lượng áp đảo với hơn 15.000. Bên dưới bản tin là hơn 5.000 bình luận đến từ dân mạng Hàn Quốc, Việt Nam. Bản tin cũng trở thành đề tài được bàn tán sôi nổi trên Naver cùng nhiều trang mạng xã hội xứ Hàn.
Một số người Hàn Quốc bày tỏ sự khó chịu khi theo dõi bản tin: “Chuyện này đáng bị lên án toàn thế giới”, “Người Hàn Quốc giờ bị đối xử quá tệ ở nước ngoài rồi”, “Chúng ta có nên tẩy chay Đà Nẵng không?, nếu sau khi hết dịch, người Hàn không đến Đà Nẵng nữa thì kinh tế của thành phố này chắc chắn sẽ bị giáng một cú nặng nề”, “Như mọi người đã thấy trong bản tin, môi trường vật chất ở đây thật nghèo nàn”.
Bên cạnh đó, vẫn có nhiều ý kiến của người dân Hàn bênh vực cách phòng chống dịch của phía Việt Nam: “Tôi có thể hiểu được tình thế của Việt Nam. Tất nhiên là tôi cũng lo lắng. Người Daegu đã được yêu cầu ở trong nhà 2 tuần. Nếu bạn không biết mình bị nhiễm bệnh rồi lây bệnh ở nước họ thì ai chịu trách nhiệm đây?”, “Là người Daegu, tôi có thể hiểu tại sao Việt Nam lại làm vậy, tuy cách làm của phía Việt Nam quá đáng thật nhưng dựa trên quan điểm cá nhân, tôi có thể hiểu được. Nghĩ sao mà giờ vẫn còn dám đi du lịch chứ?”...
Ngày 4.3, nhiều cư dân mạng phát hiện YTN News đã đăng dòng đính chính bằng cả tiếng Hàn và tiếng Việt trên website chính thức của nhà đài. Nội dung của thông báo này tương tự đoạn đính chính được dân mạng phát hiện trên trang Facebook và YouTube của YTN News trước đó không lâu.
“YTN đã liên tục đưa những tin này vì sự trở về an toàn của công dân Hàn Quốc. Việc truyền đạt suy nghĩ của những cá nhân đã trực tiếp trải qua việc bị cách ly mà họ không ngờ tới, cùng với nghĩa vụ của một cơ quan ngôn luận, chúng tôi nghĩ rằng phải truyền đạt toàn bộ nội dung phỏng vấn liên quan, không thêm không bớt. Chúng tôi lấy làm tiếc vì trong quá trình này đã phát sóng cả một phần thể hiện và sự bất mãn cảm tính trong những nội dung phỏng vấn về đồ ăn được cung cấp và tình hình cách ly”, nhà đài Hàn giải thích.
Đơn vị này cũng “xoa dịu” dư luận Việt Nam bằng phát ngôn: “Chúng tôi chỉ định truyền đạt nguyên si lập trường của những cá nhân bị cách ly tại bệnh viện Việt Nam chứ không hề có ý định hạ thấp hay coi thường văn hóa đặc trưng của Việt Nam”. Bên cạnh đó, phía này cho biết sẽ rút kinh nghiệm sau sự cố vừa qua: “Sau này, YTN sẽ trung thực trong vai trò truyền đạt tiếng nói tại hiện trường và bảo vệ an toàn cho công dân Hàn Quốc, nhưng đồng thời cũng sẽ thận trọng hơn trong cách truyền đạt để không gây hiểu lầm do khác biệt văn hóa trong quá trình truyền lại phát ngôn của người được phỏng vấn”.
Hiện tại, nội dung của đoạn thông báo trên vẫn đang nhận được sự quan tâm của dân mạng Việt Nam. Trước đó, nhiều người đã phản đối động thái của YTN News và chỉ trích đơn vị này thiếu nghiêm túc khi chỉ đính chính dưới mục bình luận. Bên cạnh đó, khán giả cũng thẳng thắn yêu cầu phía này xin lỗi rõ ràng và hành động thuyết phục hơn. Thậm chí, hàng loạt dân mạng đòi YTN News đăng đoạn đính chính lên hẳn bản tin vì trước đó cách đưa tin của nhà đài đã làm ảnh hưởng đến hình ảnh của Việt Nam trong mắt bạn bè quốc tế.

## Thư viện ảnh

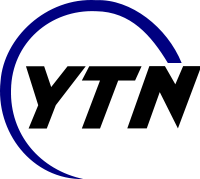
Logo YTN gốc (1 tháng 3 năm 1995 - 6 tháng 4 năm 2014)
Logo YTN hiện tại (7 tháng 4 năm 2014 - nay)